# 保护臭氧层国际日
每年的9月16日是国际臭氧层保护日。

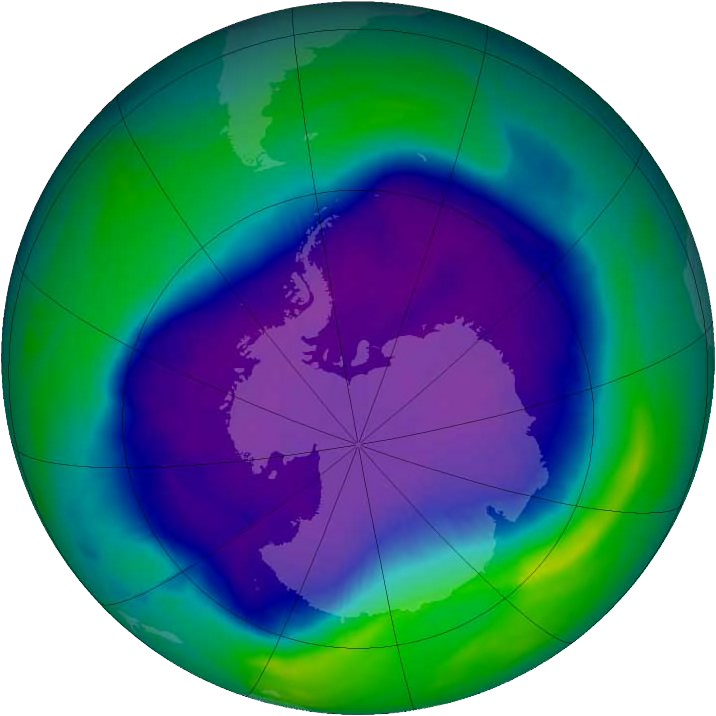
2006年的臭氧层空洞

随着人类活动的加剧，地球表面的臭氧层出现了严重的空洞，1974年被美国加利福尼亚大学的教授弗兰克·舍伍德·罗兰（F.Sherwood Rowland）和马里奥·莫利纳（Mario Molina）发现。
1987年9月16日，全球46个国家的代表在加拿大蒙特利尔签署《关于消耗臭氧层物质的蒙特利尔议定书》（目前已有170多个国家签署），标志着各国将对保护南北臭氧层即将开始具体行动。
1995年，联合国规定，从当年起每年9月16日为国际臭氧层保护日，旨在纪念“蒙特利尔议定书”的签署，并唤起公众的环保意识。
1. 1 2  Nations, United. . 联合国.   [2024-02-08]. （原始内容存档于2024-02-08） （中文（简体））.
2. ↑  . ozone.unep.org.   [2024-02-08]. （原始内容存档于2024-02-08）.
3. ↑  . 中华人民共和国外交部.   [2024-02-08]. （原始内容存档于2024-02-08）.